# Buchtarma
Die Buchtarma (kasachisch Бұқтырма Buqtyrma; russisch Бухтарма) ist ein 336 km langer rechter Nebenfluss des Irtysch im kasachischen Gebiet Ostkasachstan in Zentralasien.

## Flusslauf
Die Buchtarma entspringt im äußersten Osten von Kasachstan an der Nordflanke des Südlichen Altais, am Dreiländereck zwischen Kasachstan, Russland und der Volksrepublik China. Von dort fließt sie in westlicher Richtung, um schließlich bei der Stadt Altai in den vom Irtysch durchflossenen Buchtarma-Stausee zu münden. Im Oberlauf bildet sie einen turbulenten Fluss, der sich durch ein schmales Tal windet. Im Frühjahr und Sommer führt die Buchtarma Hochwasser.
Das Einzugsgebiet der Buchtarma umfasst 12.660 km². Der mittlere Abfluss (MQ) beträgt 214 m³/s.